# دوغلاس برين
دوغلاس برين (بالإنجليزية: Douglas T. Prehn)‏ هو أخصائي جهاز بولي خلال القرن العشرين في بحرية الولايات المتحدة بمدينة واوسو بولاية ويسكونسن.

## أعماله
يعرف دوغلاس برين بإطلاق إسمه على علامة برين والتي وصفها سنة 1934.